# 田中修実
田中 修實（たなか おさみ、1947年1月25日 - ）は、日本の日本史学者。就実短期大学教授。

## 来歴
岡山県真庭郡二川村（現・真庭市）生まれ。
1965年岡山県立勝山高等学校卒業。1969年同志社大学法学部卒業。1972年立命館大学大学院文学研究科日本史学専攻修士課程修了。岡山県で公立高校の教諭、岡山県総務部県史編纂室主査などを経て、就実短期大学教授・就実大学人文科学部兼任講師・同吉備地方文化研究所所員。1995年「日本中世の法と権威」で、博士（文学）（立命館大学）の学位を取得。
専攻は日本中世史・日本法制史で、受領官途の在地効果説の提唱者として知られる一方、岡山県内自治体史の編纂に多く携わる。ただし、受領官途の在地効果説は、木下聡「在国受領」（同『中世武家官位の研究』吉川弘文館、2011年）などの研究で実証が伴っていないと指摘されており、現在では否定されている。主著『日本中世の法と権威』（高科書店、1993）における史料の誤読、我田引水的な史料解釈は、新田一郎による同書の書評「田中修実『日本中世の法と権威』」（『歴史評論』564、1997）で手厳しく批判された。

## 著書
- 『日本中世の法と権威』（高科書店） 1993.10
- 『地域の一隅に生きる 余滴中世の吉備』（吉備人出版） 2001.11
- 『余滴中世の吉備』（吉備人出版） 2001.11

### 共編著
- 『鴨方町史 本編』（岡山県浅口郡鴨方町） 1990.10
- 『岡山県史 年表』（岡山県） 1991.3
- 『鴨方町史 史料編』（岡山県浅口郡鴨方町） 1993.3
- 『牛窓町史 資料編Ⅱ』（岡山県邑久郡牛窓町） 1997.11
- 『牛窓町史 通史編』（岡山県邑久郡牛窓町） 2001.3
- 『大原町史 史料編（中）』（岡山県美作市） 2006.10
- 『美作町史 資料編Ⅰ』（岡山県美作市） 2006.11
- 『邑久町史 史料編（上）』（岡山県瀬戸内市） 2007.3
- 『大原町史 通史編』（岡山県美作市） 2008.3
- 『図説 美作の歴史』（郷土出版社） 2008.3
- 『邑久町史 通史編』（岡山県瀬戸内市） 2009.3

## 論文・史料紹介
- 「揺籃期の『井ヶ田法史学』-『日本固有法』『日本法理』の時代との問題史的対比から」（『同志社法学』第49巻第5号(257号)） 1998.3
- 「中世後期『美作国衙』関係史料」（『吉備地方文化研究』第15号） 2005.3
- 「『萩藩閥閲録』に見える宇喜多氏関係史料」（『就実論叢』第35号） 2006.3
- 「毛利備中守隆元の官途と備中国侍の動向 - いわゆる中世受領名官途『在地効果』論の立場から」（『就実論叢』第36号 其の一（人文篇）） 2007.2